# Nishida Mitsugi

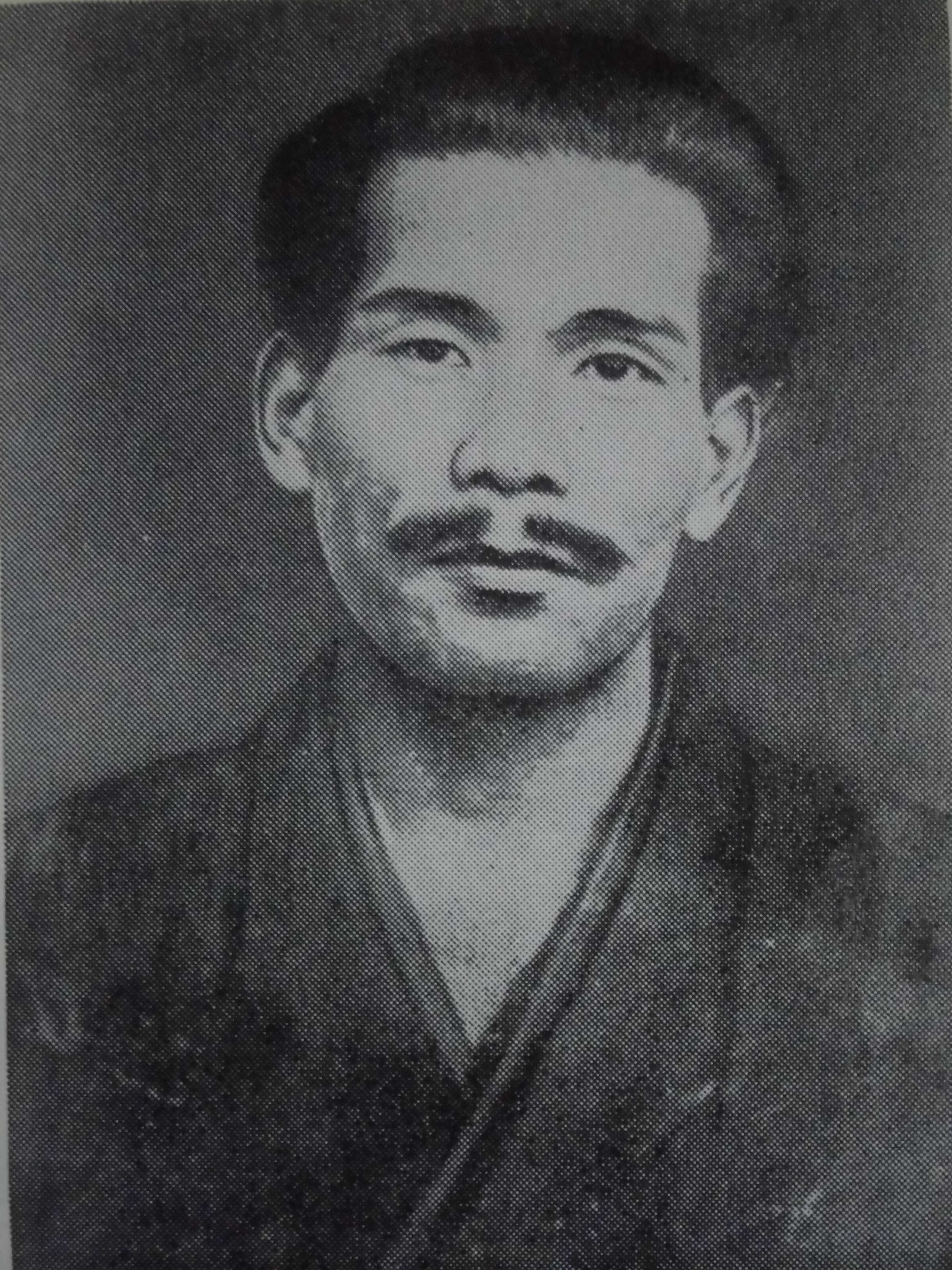
Nishida Mitsugi

Nishida Mitsugi (japanisch 西田 税, auch bekannt unter den Lesungen Nishida Mitsugu oder Mishida Zei; geboren 3. Oktober 1901 in der Präfektur Tottori; gestorben 19. August 1937 in Tōkyō) war ein japanischer Militär und Denker.

## Leben und Wirken
Nishida Mitsugi machte seinen Abschluss an der Militärischen Vorbereitungsschule in Hiroshima und bildete sich an der Akademie der Armee weiter. Dort organisierte er eine Gruppe von Kadetten, die politische Probleme diskutierten. 1922 machte er seinen Abschluss an der Akademie, schied aber 1925 aus dem aktiven Dienst aus.
Danach begann er politisch aktiv zu werden, wurde Schüler des rechtsradikalen Denkers Kita Ikki. Die beiden arbeiteten daran, junge Armee-Offiziere zu überzeugen, dass Japan eine neue Regierung brauche, die das alte Regime aus korrupten Politikern ersetzen solle. Ab 1927 bemühte sich Nishida, seine Mitstreiter in eine Gruppe zusammenzuschließen, die sich Tenkentō (天剣党), etwa Himmelsschwert-Partei nennen sollte. Er gab dies aber auf, als die Militärpolizei sein Vorhaben entdeckte. Es blieb bei einer informellen Gruppierung unter dem Namen „Bewegung der jungen Offiziere“ (青年将校運動, Seinen Shōkō Undō). Über Nishida nahmen sie auch Verbindung zu anderen rechtsgerichteten Organisationen auf.
Als die jungen Offiziere der genannten Bewegung am 26. Februar 1936 einen Putschversuch starteten, bei dem einige hochrangige Politiker ermordet wurden, war Nishida nicht aktiv daran beteiligt. Er gehörte dennoch als geistiger Wegbereiter wie Kita zu denen, die zum Tode verurteilt wurden.